# Minor (Lineare Algebra)
Minor oder Unterdeterminante ist ein Begriff aus dem mathematischen Teilgebiet der linearen Algebra. Man bezeichnet damit die Determinante einer quadratischen Untermatrix, die durch Streichen einer oder mehrerer Spalten und Zeilen einer Matrix entsteht. Die Anzahl der Zeilen bzw. Spalten der entsprechenden Untermatrix gibt die Ordnung des Minors an.

## Kofaktoren

### Definition
Zu einer quadratischen {\displaystyle n\times n}-Matrix {\displaystyle A=(a_{ij})_{ij}} sind die Kofaktoren  (oder Cofaktoren) {\displaystyle {\tilde {a}}_{ij}} durch folgende Formel definiert:
{\displaystyle {\tilde {a}}_{ij}=(-1)^{i+j}\cdot M_{ij}.}
Dabei ist {\displaystyle M_{ij}} der Minor {\displaystyle (n-1)}-ter Ordnung, der als Determinante derjenigen Untermatrix berechnet wird, die durch Streichen der {\displaystyle i}-ten Zeile und {\displaystyle j}-ten Spalte entsteht.
Statt Zeilen und Spalten zu streichen, kann man auch Matrizen betrachten, bei denen die Einträge der {\displaystyle i}-ten Zeile oder der {\displaystyle j}-ten Spalte (oder beider) durch Nullen ersetzt werden, mit Ausnahme des Eintrags an der Stelle {\displaystyle (i,j)}, der durch eine 1 ersetzt wird. Man erhält dann für die Kofaktoren:
{\displaystyle {\tilde {a}}_{ij}={\begin{vmatrix}a_{1,1}&\dots &a_{1,j-1}&0&a_{1,j+1}&\dots &a_{1,n}\\\vdots &\ddots &\vdots &\vdots &\vdots &&\vdots \\a_{i-1,1}&\dots &a_{i-1,j-1}&0&a_{i-1,j+1}&\dots &a_{i-1,n}\\0&\dots &0&1&0&\dots &0\\a_{i+1,1}&\dots &a_{i+1,j-1}&0&a_{i+1,j+1}&\dots &a_{i+1,n}\\\vdots &&\vdots &\vdots &\vdots &\ddots &\vdots \\a_{n,1}&\dots &a_{n,j-1}&0&a_{n,j+1}&\dots &a_{n,n}\end{vmatrix}}\;,}
wobei {\displaystyle |\cdot |} für die Bildung der Determinante steht. Aus den Kofaktoren lässt sich wieder eine {\displaystyle n\times n}-Matrix bilden, die Kofaktormatrix oder Komatrix (oder auch Comatrix), deren Transponierte als Adjunkte oder komplementäre Matrix bezeichnet wird. Mit ihr kann man die Inverse einer Matrix berechnen. Der Laplace'sche Entwicklungssatz verwendet die Kofaktoren einer Matrix zur Berechnung ihrer Determinante.

### Kofaktormatrix und Kreuzprodukt
Wenn mit zwei Vektoren {\displaystyle A{\vec {a}},A{\vec {b}}}, die wie gezeigt mit der Matrix {\displaystyle A} transformiert wurden, das Kreuzprodukt {\displaystyle \times } gebildet wird, kann aus diesem Produkt die Matrix {\displaystyle A} herausgezogen werden, wenn von ihr dabei der Kofaktor {\displaystyle \mathrm {cof} (A)} gebildet wird:
{\displaystyle (A{\vec {a}})\times (A{\vec {b}})=\mathrm {cof} (A){\vec {a}}\times {\vec {b}}}
Denn beim Spatprodukt mit einem dritten Vektor {\displaystyle A{\vec {c}}} gilt:
{\displaystyle (A{\vec {c}})\cdot [(A{\vec {a}})\times (A{\vec {b}})]={\begin{vmatrix}A{\vec {c}}&A{\vec {a}}&A{\vec {b}}\end{vmatrix}}={\begin{vmatrix}A{\begin{pmatrix}{\vec {c}}&{\vec {a}}&{\vec {b}}\end{pmatrix}}\end{vmatrix}}=|A|{\vec {c}}\cdot ({\vec {a}}\times {\vec {b}})}
wo die senkrechten Striche |…| die Determinante bilden. Mit der Einheitsmatrix {\displaystyle E}, der transponierten Matrix {\displaystyle A^{\top }} und der Identität {\displaystyle A^{\top }\mathrm {cof} (A)=|A|E} entsteht aus
{\displaystyle {\begin{aligned}&(A{\vec {c}})\cdot [(A{\vec {a}})\times (A{\vec {b}})]={\vec {c}}\cdot [|A|E({\vec {a}}\times {\vec {b}})]\\&={\vec {c}}\cdot [A^{\top }\mathrm {cof} (A)({\vec {a}}\times {\vec {b}})]=(A{\vec {c}})\cdot [\mathrm {cof} (A)({\vec {a}}\times {\vec {b}})]\end{aligned}}}
und Umstellung die Identität
{\displaystyle (A{\vec {c}})\cdot [(A{\vec {a}})\times (A{\vec {b}})-\mathrm {cof} (A)({\vec {a}}\times {\vec {b}})]=0}
die für alle Vektoren {\displaystyle {\vec {c}}} gilt und so auf die obige Aussage geschlossen werden kann.

### Eigenschaften
Die Kofaktormatrix ist die Transponierte Matrix zur Adjunkte, sodass sie ähnliche Eigenschaften aufweist. Nachfolgende Beziehungen gelten für alle Matrizen aus {\displaystyle K^{n\times n}}
{\displaystyle \operatorname {cof} (E)=E}, wobei {\displaystyle E} eine Einheitsmatrix ist.
{\displaystyle \operatorname {cof} (0)=0} für {\displaystyle n>1}, wobei 0 die Nullmatrix ist. Für {\displaystyle 1\times 1}-Matrizen {\displaystyle A=[a_{11}]} gilt jedoch immer, auch für die Nullmatrix: {\displaystyle \operatorname {cof} ([a_{11}])=[1]}.
{\displaystyle \operatorname {cof} (AB)=\operatorname {cof} (A)\cdot \operatorname {cof} (B)}
{\displaystyle \operatorname {cof} (A^{T})=\operatorname {cof} (A)^{T}}
{\displaystyle A^{T}\cdot \operatorname {cof} (A)=\operatorname {cof} (A)\cdot A^{T}=\det(A)\cdot E}
{\displaystyle \operatorname {cof} (\lambda A)=\lambda ^{n-1}\operatorname {cof} (A)} wobei {\displaystyle \lambda \in K}
{\displaystyle \det(\operatorname {cof} (A))=(\det A)^{n-1}}
{\displaystyle \operatorname {cof} (\operatorname {cof} (A))=(\det A)^{n-2}A}, insbesondere für {\displaystyle 2\times 2}-Matrizen gilt {\displaystyle \operatorname {cof} (\operatorname {cof} (A))=A}
Für invertierbare Matrizen gilt zusätzlich die Cramersche Regel
{\displaystyle \operatorname {cof} (A)=\det(A)A^{-T}\Leftrightarrow A^{-1}={\frac {1}{\det(A)}}(\operatorname {cof} (A))^{T},}
wobei {\displaystyle A^{-T}=\left(A^{-1}\right)^{T}=\left(A^{T}\right)^{-1}} gilt. Durch Invertieren dieser erhält man
{\displaystyle (\operatorname {cof} (A))^{-1}={\frac {1}{\det(A)}}A^{T}=\operatorname {cof} (A^{-1})}
Sei {\displaystyle \mathbb {K} =\mathbb {R} } oder {\displaystyle \mathbb {K} =\mathbb {C} }, dann ist die (Fréchet-)Ableitung der Determinante {\displaystyle \det \colon \mathbb {K} ^{n\times n}\mapsto \mathbb {K} } an der Stelle {\displaystyle A\in \mathbb {K} ^{n\times n}} ist gegeben durch
{\displaystyle D(\det A)\colon \mathbb {K} ^{n\times n}\mapsto \mathbb {K} ,H\mapsto D(\det A)H=\operatorname {spur} (\operatorname {cof} (A)^{T}H)=\sum _{i,j=1}^{n}\operatorname {cof} (A)_{ij}h_{ij},}
wobei {\textstyle \operatorname {spur} (A)=\sum _{i=1}^{n}a_{ii}} die Spur einer Matrix {\displaystyle A\in \mathbb {K} ^{n\times n}} ist. 

### Beispiel
Es soll der Minor {\displaystyle M_{2,3}} und der Kofaktor {\displaystyle {\tilde {a}}_{2,3}} der folgenden Matrix bestimmt werden:
{\displaystyle A={\begin{pmatrix}1&4&7\\3&0&5\\-1&9&11\end{pmatrix}}.}
Durch Streichen der zweiten Zeile und dritten Spalte 
{\displaystyle {\begin{pmatrix}1&4&\Box \\\Box &\Box &\Box \\-1&9&\Box \end{pmatrix}}}
entsteht die Matrix
{\displaystyle A_{2,3}={\begin{pmatrix}1&4\\-1&9\end{pmatrix}}.}
Daraus lässt sich der Minor {\displaystyle M_{2,3}} berechnen:
{\displaystyle M_{2,3}={\begin{vmatrix}1&4\\-1&9\end{vmatrix}}=9+4=13.}
Für den Kofaktor {\displaystyle {\tilde {a}}_{2,3}} gilt
{\displaystyle {\tilde {a}}_{2,3}=(-1)^{2+3}\cdot M_{2,3}=-13}
bzw.
{\displaystyle {\tilde {a}}_{2,3}={\begin{vmatrix}1&4&0\\0&0&1\\-1&9&0\end{vmatrix}}=-13.}

## Hauptminoren

### Definition
Entstehen Minoren durch Streichungen von Zeilen und Spalten derselben Nummern, spricht man von Hauptminoren, genauer von Hauptminoren k-ter Ordnung, wenn die Größe der Untermatrix angegeben werden soll. Bleiben genau die ersten k Zeilen und Spalten übrig, so spricht man von führenden Hauptminoren k-ter Ordnung. Die führenden Hauptminoren werden mitunter auch natürlich geordnete Hauptminoren genannt. Im deutschsprachigen Raum werden die führenden Hauptminoren oft verkürzt nur Hauptminoren genannt. Dies hängt insbesondere damit zusammen, dass für viele Anwendungen nicht alle Hauptminoren untersucht werden müssen. Außerdem ist im deutschsprachigen Raum die Bezeichnung Hauptabschnittsdeterminante für die Hauptminoren gebräuchlich.
Zur Veranschaulichung mache man sich klar, wie viele Minoren, Hauptminoren und führende Hauptminoren eine 3x3-Matrix hat. Streicht man zunächst gleichzeitig die i-te Zeile und i-te Spalte für i = 1, 2, 3, so verbleiben drei Hauptminoren zweiter Ordnung. Streicht man jeweils mehrere Zeilen und die gleich nummerierten Spalten, tut man dies in diesem Fall also mit zweien, verbleiben drei Hauptminoren erster Ordnung. Umso mehr Zeilen gestrichen werden, desto kleiner die Ordnung.  
Die Hauptminoren haben durch das Hauptminorenkriterium eine Bedeutung für die Feststellung der Definitheit symmetrischer bzw. hermitescher Matrizen.

### Beispiel zu Hauptminoren und führenden Hauptminoren
Führende Hauptminoren sind spezielle Hauptminoren, die dadurch entstehen, dass man die Ausgangsmatrix „von ihrem Ende“ her sukzessive um jeweils eine Zeile und Spalte verkürzt und die Determinanten der sich ergebenden Untermatrizen berechnet. So liefert etwa die 3×3-Matrix
{\displaystyle A={\begin{pmatrix}1&2&3\\4&5&6\\7&8&9\end{pmatrix}}}
die folgenden drei Untermatrizen 
{\displaystyle A_{1}={\begin{pmatrix}1\end{pmatrix}},\quad A_{2}={\begin{pmatrix}1&2\\4&5\\\end{pmatrix}},\quad A_{3}={\begin{pmatrix}1&2&3\\4&5&6\\7&8&9\end{pmatrix}},}
aus denen sich anschließend die folgenden drei führenden Hauptminoren berechnen lassen:
- Führender Hauptminor 1. Ordnung:  {\displaystyle \det(A_{1})=1;}
- Führender Hauptminor 2. Ordnung:  {\displaystyle \det(A_{2})={\begin{vmatrix}1&2\\4&5\\\end{vmatrix}}=-3;}
- Führender Hauptminor 3. Ordnung:  {\displaystyle \det(A_{3})={\begin{vmatrix}1&2&3\\4&5&6\\7&8&9\end{vmatrix}}=0.}

Wie zu sehen, gibt es dabei nur einen Hauptminor 3. Ordnung, der zugleich führend ist, nämlich die Determinante der gesamten Matrix. Weitere, insbesondere bei der Bestimmung der Semidefinitheit einer Matrix eine Rolle spielende Hauptminoren sind im Fall obiger Ausgangsmatrix außerdem die folgenden vier Hauptminoren 1. und 2. Ordnung:
- Weitere Hauptminoren 1. Ordnung: {\displaystyle \det(a_{22})=5;\quad \det(a_{33})=9;}
- Weitere Hauptminoren 2. Ordnung:  {\displaystyle \det {\begin{pmatrix}a_{11}&a_{13}\\a_{31}&a_{33}\\\end{pmatrix}}={\begin{vmatrix}1&3\\7&9\\\end{vmatrix}}=-12;\quad \det {\begin{pmatrix}a_{22}&a_{23}\\a_{32}&a_{33}\\\end{pmatrix}}={\begin{vmatrix}5&6\\8&9\\\end{vmatrix}}=-3.}